# I liga polska w rugby (1988)
I liga polska w rugby (1988) – trzydziesty drugi sezon najwyższej klasy ligowych rozgrywek klubowych rugby union w Polsce. Tytuł mistrza Polski zdobyła drużyna AZS AWF Warszawa, drugie miejsce zajęło Ogniwo Sopot, a trzecie Lechia Gdańsk.

## Uczestnicy rozgrywek
W rozgrywkach I ligi w tym sezonie uczestniczyło dziesięć drużyn. Było wśród nich dziewięć najlepszych drużyn poprzedniego sezonu: Ogniwo Sopot, AZS AWF Warszawa, Lechia Gdańsk, Śląsk Ruda Śląska, Skra Warszawa, Orkan Sochaczew, VIS Siedlce, Budowlani Lublin i Budowlani Łódź, oraz drużyna, która awansowała z II ligi – Czarni Bytom.

## Przebieg rozgrywek
Rozgrywki toczyły się systemem wiosna – jesień, każdy z każdym, mecz i rewanż. Ze względu na planowaną w kolejnym sezonie zmianę systemu rozgrywek żadna drużyna nie spadała do II ligi.
Wyniki spotkań:
|                   | Ogniwo Sopot | AZS AWF Warszawa | Lechia Gdańsk | Śląsk Ruda Śląska | Skra Warszawa | Orkan Sochaczew | VIS Siedlce | Budowlani Lublin | Budowlani Łódź | Czarni Bytom |
| Ogniwo Sopot      | –            | 9:12             | 9:0 (wo)      | 24:12             | 62:3          | 56:3            | 49:4        | 102:7            | 24:13          | 68:3         |
| AZS AWF Warszawa  | 15:12        | –                | 28:0          | 50:7              | 65:3          | –               | 98:0        | 54:9             | 46:10          | 64:3         |
| Lechia Gdańsk     | 21:9         | nie odbył się    | –             | 24:0              | 12:0          | 33:12           | 52:6        | 68:3             | 29:6           | 28:13        |
| Śląsk Ruda Śląska | 9:22         | 11:7             | 3:9           | –                 | 15:7          | 9:16            | 43:3        | 15:18            | 44:3           | 37:0         |
| Skra Warszawa     | 9:25         | 4:44             | 32:16         | 7:21              | –             | 8:10            | 17:0        | 34:8             | 23:9           | 38:4         |
| Orkan Sochaczew   | 0:9 (wo)     | 0:51, 11:35      | 11:38         | 16:6              | 15:9          | –               | 24:7        | 12:19            | 11:0           | 17:3         |
| VIS Siedlce       | 0:44         | 6:14             | 3:14          | 17:9              | 0:17          | 6:20            | –           | 7:3              | 12:11          | 13:13        |
| Budowlani Lublin  | 9:24         | 9:33             | 12:24         | 6:38              | 23:14         | 14:16           | 35:10       | –                | 29:18          | 13:3         |
| Budowlani Łódź    | 3:56         | 13:32            | 6:29          | 9:13              | 8:26          | 21:6            | 20:0        | 30:10            | –              | 4:10         |
| Czarni Bytom      | 0:36         | 10:17            | 3:4           | 3:13              | 29:4          | 30:9            | 12:4        | 15:10            | 20:16          | –            |

Tabela końcowa:
| Pozycja | Drużyna           | Punkty razem | Bilans punktów |
| ------- | ----------------- | ------------ | -------------- |
| 1       | AZS AWF Warszawa  | 49           | 665:117        |
| 2       | Ogniwo Sopot      | 48           | 640:123        |
| 3       | Lechia Gdańsk     | 44           | 401:156        |
| 4       | Śląsk Ruda Śląska | 36           | 305:241        |
| 5       | Orkan Sochaczew   | 35           | 209:354        |
| 6       | Skra Warszawa     | 32           | 255:366        |
| 7       | Czarni Bytom      | 31           | 174:395        |
| 8       | Budowlani Lublin  | 30           | 237:517        |
| 9       | VIS Siedlce       | 25           | 98:495         |
| 10      | Budowlani Łódź    | 24           | 200:420        |

## II liga
Równolegle z rozgrywkami I ligi odbywała się rywalizacja w II lidze. Zagrało w niej sześć drużyn. Rozgrywki toczyły się w systemie wiosna – jesień, każdy z każdym, mecz i rewanż.
Tabela końcowa:
| Pozycja | Drużyna           |
| ------- | ----------------- |
| 1       | Posnania Poznań   |
| 2       | Budowlani Olsztyn |
| 3       | AZS Katowice      |
| 4       | Bobrek Karb Bytom |
| 5       | Ogniwo II Sopot   |
| 6       | Korona Kraków     |

Rozegrano także baraż o I ligę pomiędzy przedostatnią drużyną I ligi i drugą drużyną II ligi – VIS Siedlce pokonał Budowlanych Olsztyn 17:9. Jednak z uwagi na reorganizację rozgrywek ligowych, awans i spadek nie doszły do skutku.

## Inne rozgrywki
W finale Pucharu Polski Ogniwo Sopot pokonało Lechię Gdańsk 4:0. W mistrzostwach Polski juniorów zwyciężyli Budowlani Lublin, a wśród kadetów Orkan Sochaczew. 

## Nagrody
Najlepszym zawodnikiem został wybrany przez Polski Związek Rugby Piotr Osiecki, a trenerem Ryszard Wiejski.